# 姜亦珊
姜亦珊（1978年—2019年12月5日），中国京剧演员，北京京剧院一级演员，中国戏剧梅花奖、中国金唱片奖、上海戏剧白玉兰主角奖获得者，北京市政协常务委员。

## 生平
姜亦珊6岁开始学习京剧，主工青衣。1996年毕业于沈阳艺术学校京剧科，后被分配到沈阳京剧院。2000年拜师张派传人薛亚萍。2000年8月进入天津京剧院工作。2006年进入北京京剧院工作。2008年拜师梅派传人梅葆玖。
2019年12月5日在位于北京市丰台区的家中自缢身亡，年仅41岁。姜亦珊的突然离世让很多感到十分意外，就在不久前的11月29日，她还曾在石家庄大剧院表演京剧《大·探·二》，并在网上晒出短视频进行宣传，为戏迷们讲解京剧唱法。